# Чан Тхай Тонг
Чан Тхай Тонг (17 липня 1218 — 5 травня 1277) — імператор Дайв'єту в 1226—1258 роках. В китайських джерелах відомий як Чан Нят Кань і Чан Куан Бінь.

## Життєпис
Походив з впливового роду Чан. Другий син Чан Тхуа, голови внутрішнього двору імператора, і панні Ле. Народився 1218 року в сучасній провінції Намдінь, отримавши ім'я Бо, а згодом Кань. Подальша кар'єра вдалася завдяки впливу стрийкові Чан Тху До, очільника палацової варти. Саме останній у 1224 року після переходу влади до Лі Т'єу Хоанг став фактичним правителем держави.
У 1225 році було влаштовано шлюб Чан Каня з імператрицею Т'єу Хоанг. 1226 року Чан Тху До змусив Лі Т'єу Хоанг змусив передати владу своєму чоловікові. Слідом за цим було оголошено про завершення правління династії Лі й переходу влади в державі до династії Чан. Чань Кань зійшов на трон під ім'ям Чан Тхай Тонг.
Фактична влада збереглася у Чан Тху До, що отримав посаду головного канцлера. У 1226 році Нгуєн Нон і Доан Тхіонг підняли повстання проти нової династії в гористій місцевості Бакзянг і Хайзіонг. Військовими і дипломатичними заходами, введенням військ і нагородженням лідерів повстання титулом віонг, Чан Тху До зумів придушити виступ до 1229 року. Водночас побоюючись змов від представників поваленої династії Лі розпочав проти неї репресії. Спочатку було вбито колишнього імператора Лі Ґюе Тонга, а до 1232 року — більшість представників роду Лі.
1230 року наказав почати кодифікацію права (при завершенні збірка становила 20 томів). 1231 року столицю Тханглонг було розділено на 61 округ. 1232 року вперше під головуванням імператор абуло проведено імператорський іспит на державний науковий ступінь.
У 1237 році за рішенням канцлера Чан Тху До у принца Хоая (Чпан Льєу), старшого брата Чан Тхай Тонга, відняли вагітну дружину Тхуан Тхьєн, та відали за імператора. Це викликало невдоволення принца Хоая, що підняв повстання. Внаслідок цього імператор навіть зробив спробу зректися трону, але під тиском Чан Тху До залишився на трон. Зі значними дипломатичними труднощами вдалося залагодити конфлікт.
За цим більш активно став втручатися в державні справи. Перш за все вирішив поліпшити якість державних службовців. За його рішенням військових і сановників повинні були кожні 15роківекзаменувати і перевіряти. Кожні 10 років військовик підіймався на одну посаду (за винятком звитяг у війнах), чиновник — кожні 15 років. При цьому з 1236 року вперше впроваджувалася платня для службовців всіх рівнів. На всіх рівнях було впроваджено посаду заступника начальника.
1242 року розділив провінцію на 12 ло («шляхів»). 1244 року встановив систему платні для своєї гвардії. 1247 року змінив систему державних ступенів, впровадивши звання чангнгуєн (вища), бангньан (друга ступінь) і тхамхоа (третя ступінь). Імператорський іспит тепер повинен був проходити кожні 7 років. 1250 року реформував судову систему замість одного імператорського суду впровадив 3 спеціальні суди (система тамтай).
1252 року здійснив успішний похід проти Чампи, під час якого захоплено прикордонну територію, за яку обидві держави тривалий час сперечалися. 1253 року виникла загроза з боку монголів, що захопили державу Далі. У травні 1254 року впровадив етикет, колір одягу (також парасольок) та регламентував кількість слуг (від100 до 1000) для знаті, чиновників і військовиків, що поділялися на 7 рангів.
Перші дипломатичні контакти з монголами відбулися у 1257 році, коли Урянхатай відправив послів з вимогою пропустити свої війська для південного нападу на імперію Південна Сун. Чан Тхай Тонг не відповів, арештувавши посланців. Тоді Урянхатай і його син Ачу (Аджу) напочатку 1258 вторглися до Дайв'єтуз 13-тисячним військом. У 3 послідовних запеклих битвах Чан Тхай Тонг зазнав поразки й залишив столицю Тханглонг, яку було сплюндровано монголами.
Через 9 днів Урянхатай рушив проти Південної Сун. Його син Ачу через нестачу харчів та поганий клімат також відступив до монгольських володінь. 30 січня 1258 року зрікся трону на користь сина Чан Тхань Тонга. Натомість отримав титул імператора-наставника (в подальшому цей титул відомий як відставний імператор). Звідси походить традиція передачі трону спадкоємцю при збереженні впливу колишнього імператора.
З цього часу допомагав синові, також багато уваги приділяв буддистським практикам, літературі, підтримці митців. З 1260 року вів дипломатичне листування з великим каганом Хубілаєм.який вважав саме Тхай Тонга верховним імператором. При цьому твердо захищав інтереси держави, лише номінально визнавши зверхність імперії Юань, відмовляючи відправляти до Ханбаликапослів, данину та ремісників. Лише1272 року Чан Тхай Тонг відмовився від втручання в зовнішньополітичні справи.
Помер Чан Тхай Тонг 1277 року.

## Творчість
Був відомий як здібний письменник, він залишив по собі значну кількість творів, з яких збереглася лише невелика кількість. Був автором кількох глибоких праць з буддизму, найвідомішою з яких є «Хоа Хи Лик» (Інструкції щодо порожнечі), що являв собою своєрідний посібник з принципів дзен. 
Відома також його поетична збірка «Чан Тай Тонг Нгу», яку високо оцінювали нащадки. На тепер від неї залишилося лише 2 вірші.
Розвинув теорії «Будди в серці» та принцип «звільнення». Вважав, що серце є «давнім обличчям», а звільнення є повернення до першоджерела, сутності кожної людини, природі Будди, звільнення від невігластва, хіті й темряви. «Звільнення» на його думку є порятунок від темряви людського життя, можливість жити вмиротвореним.

## Девізи панування
- Кіен Чунг (1225—1232)
- Тхієн Чінь Бінь (1232—1250)
- Нгуєн Фонг (1251—1258)